# Mikołaj z Teb
Mikołaj z Teb (ur. ?, zm. 1331?) – duchowny katolicki, w latach od 1308 do swojej śmierci około 1331 roku tytularny łaciński patriarcha Konstantynopola

## Życiorys
31 lipca 1308 roku został nominowany tytularnym łacińskim Patriarchą Konstantynopola. Pełnił ten urząd swojej śmierci około 1331 roku. 